# Episodi de Il pianeta delle scimmie
La prima ed unica stagione della serie televisiva Il pianeta delle scimmie è stata trasmessa sulla rete CBS dal 13 settembre al 6 dicembre 1974.
In Italia la serie è stata trasmessa da Rai Due dal 12 aprile al 19 luglio 1981.
| nº | Titolo originale           | Titolo italiano     | Prima TV USA      | Prima TV Italia |
| -- | -------------------------- | ------------------- | ----------------- | --------------- |
| 1  | Escape from Tomorrow       | Fuga dal domani     | 13 settembre 1974 | 12 aprile 1981  |
| 2  | The Gladiators             | I gladiatori        | 20 settembre 1974 | 3 maggio 1981   |
| 3  | The Trap                   | La trappola         | 27 settembre 1974 | 17 maggio 1981  |
| 4  | The Good Seeds             | I buoni semi        | 4 ottobre 1974    | 26 aprile 1981  |
| 5  | The Legacy                 | L'eredità           | 11 ottobre 1974   | 10 maggio 1981  |
| 6  | Tomorrow's Tide            | Gli dei del mare    | 18 ottobre 1974   | 5 luglio 1981   |
| 7  | The Surgeon                | Il chirurgo         | 25 ottobre 1974   | 7 giugno 1981   |
| 8  | The Deception              | L'inganno           | 1º novembre 1974  | 21 giugno 1981  |
| 9  | The Horse Race             | Il cavallo da corsa | 8 novembre 1974   | 12 luglio 1981  |
| 10 | The Interrogation          | L'interrogatorio    | 15 novembre 1974  | 14 giugno 1981  |
| 11 | The Tyrant                 | Il tiranno          | 22 novembre 1974  | 28 giugno 1981  |
| 12 | The Cure                   | La cura             | 29 novembre 1974  | 24 maggio 1981  |
| 13 | The Liberator              | Il liberatore       | vedi nota         | 31 maggio 1981  |
| 14 | Up Above the World So High | L'umano volante     | 6 dicembre 1974   | 19 luglio 1981  |

Nota: L'episodio The Liberator negli Stati Uniti è rimasto inedito per diversi anni, è stato trasmesso per la prima volta su Sci-Fi Channel nei primi anni novanta.

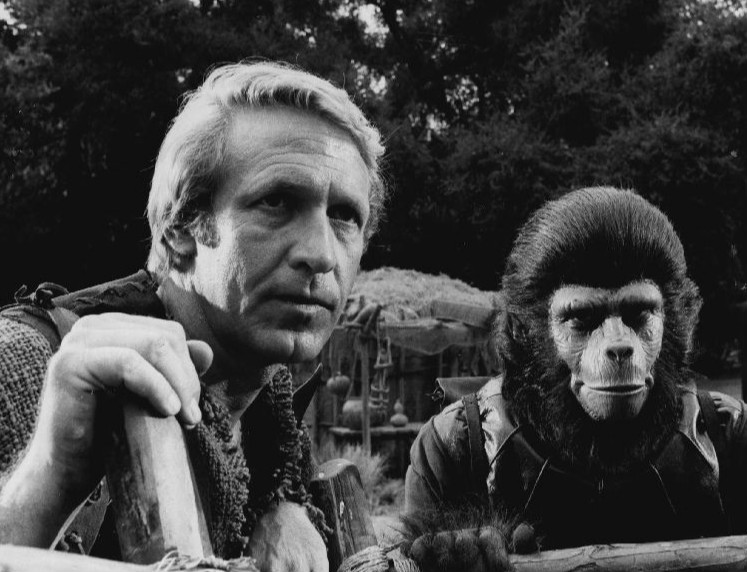
Ron Harper e Roddy McDowall in una scena.

## Fuga dal domani
- Titolo originale: Escape from tomorrow
- Diretto da: Don Reis
- Scritto da: Art Wallace

### Trama
Gli astronauti Virdon e Burke si imbattono in un fenomeno spaziale e si ritrovano sulla Terra, ma nel 3085. Ora la specie dominante sull'intero pianeta è quella delle scimmie.

## I gladiatori
- Titolo originale: The Gladiators
- Diretto da: Don McDougall
- Scritto da: Art Wallace

### Trama
Burke e Virdon sono costretti a combattere all'ultimo sangue dopo essere stati catturati da una scimmia Prefetto che organizza lotte di gladiatori fra gli umani.

## La trappola
- Titolo originale: The trap
- Diretto da Arnold Laven
- Scritto da Edward J. Lakso

### Trama
Burke e il generale Urko sono costretti a lavorare insieme quando si ritrovano seppelliti vivi in una vecchia stazione della metropolitana di San Francisco a seguito di un terremoto.

## I buoni semi
- Titolo originale: The Good Seeds
- Diretto da Don Weiss
- Scritto da Robert W. Lenski

## L'eredità
- Titolo originale: The Legacy
- Diretto da Bernard McEveety
- Scritto da Robert Hammer

## Gli dei del mare
- Titolo originale: Tomorrow's Tide
- Diretto da Don McDougall
- Scritto da Robert W. Lenski

## Il chirurgo
- Titolo originale: The Surgeon
- Diretto da Arnold Laven
- Scritto da Barry Oringer

## L'inganno
- Titolo originale: The Deception
- Diretto da Don McDougall
- Scritto da Anthony Lawrence

## Il cavallo da corsa
- Titolo originale: The Horse Race
- Diretto da Jack Starrett
- Scritto da David P. Lewis e Booker Bradshaw

## L'interrogatorio
- Titolo originale: The Interrogation
- Diretto da Alf Kjellin
- Scritto da Rihard Collins

## Il tiranno
- Titolo originale: The Tyrant
- Diretto da Ralph Senesnsky
- Scritto da William Black

## La cura
- Titolo originale: The Cure
- Diretto da Alf Kjellin
- Scritto da Edward J. Lakso

## Il liberatore
- Titolo originale: The Liberator
- Diretto da Arnold Laven
- Scritto da Howard Dimsdale

## L'umano volante
- Titolo originale: Up Above the World So High
- Diretto da John Meredyth Lucas
- Scritto da Arthur Browne